# Huodendron tomentosum
Huodendron tomentosum är en storaxväxtart som beskrevs av Yan Cheng Tang och S. M. Hwang. Huodendron tomentosum ingår i släktet Huodendron och familjen storaxväxter. Utöver nominatformen finns också underarten H. t. guangxiense.